# Drosera grantsaui
Drosera grantsaui är en sileshårsväxtart som beskrevs av Rivadavia. Drosera grantsaui ingår i släktet sileshår, och familjen sileshårsväxter. Inga underarter finns listade i Catalogue of Life.